# Gare de Tsuge
La gare de Tsuge (柘植駅, Tsuge-eki) est une gare ferroviaire de la ville d'Iga, dans la préfecture de Mie au Japon. La gare est gérée par la compagnie JR West.

## Situation ferroviaire
La gare de Tsuge est située au point kilométrique (PK) 79,9 de la ligne principale Kansai. Elle marque le début de la ligne Kusatsu.

## Histoire
La gare est inaugurée le 18 février 1890.

## Service des voyageurs

### Accueil
La gare dispose d'un bâtiment voyageurs, avec guichets, ouvert tous les jours.

### Desserte
- Ligne principale Kansai :
  - voie 1  : direction Iga-Ueno et Kamo
  - voies 2 et 3 : direction Kameyama
- Ligne Kusatsu :
  - voies 2 et 3 : direction Kusatsu (interconnexion avec la ligne Biwako pour Kyoto et Osaka)